# Franz Jacob

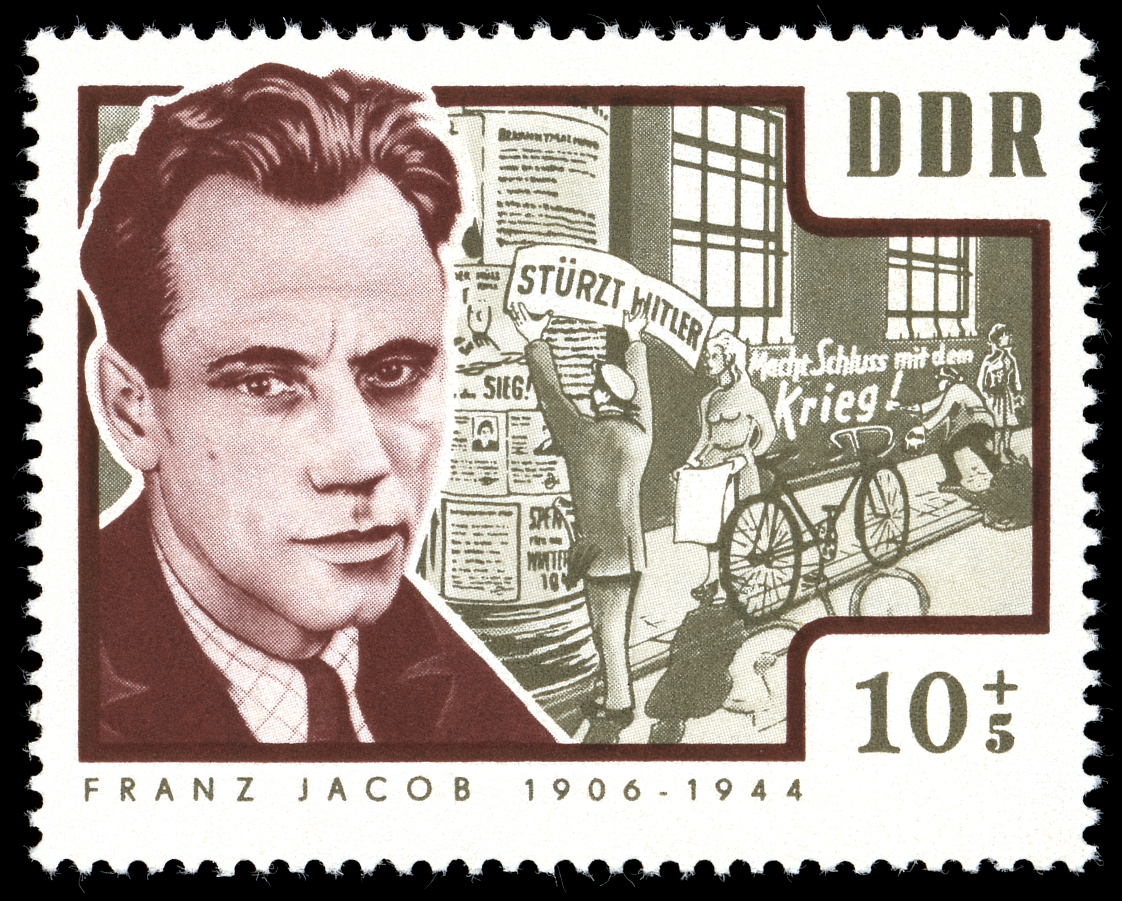
10+5 Pfennig-Zuschlagsmarke der DDR-Post 1964 zu Ehren Franz Jacobs

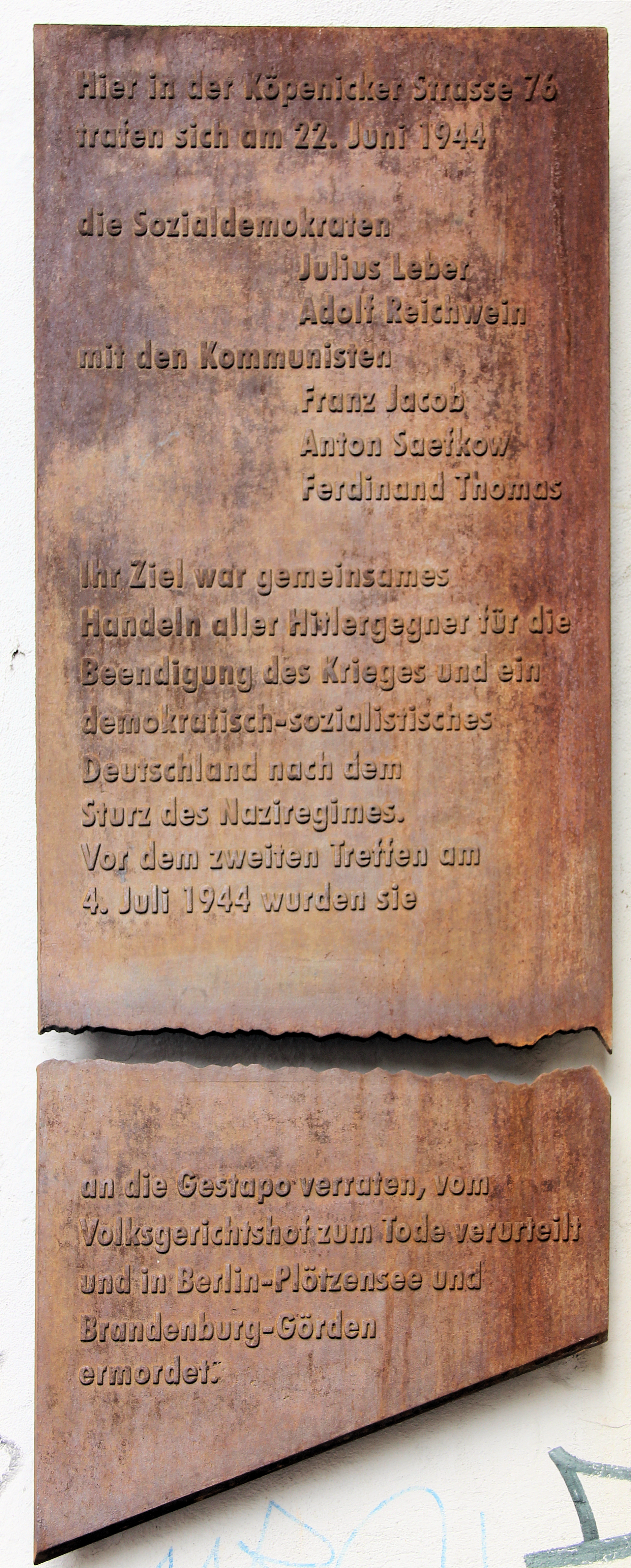
Gedenktafel Köpenicker Straße 76, Berlin-Mitte

Franz Jacob (* 9. August 1906 in Hamburg; † 18. September 1944 im Zuchthaus Brandenburg) war ein deutscher kommunistischer Politiker und Widerstandskämpfer gegen den Nationalsozialismus.

## Leben
Jacob erlernte den Beruf des Maschinenschlossers, organisierte sich im DMV und trat 1920 der SAJ bei. 1922 trat Jacob der SPD und 1925 der KPD bei. Ab 1928 arbeitete er hauptberuflich für den KPD-Bezirk Wasserkante und war seit 1931 auch Mitglied der Bezirksleitung. Im April 1932 wurde er für die KPD als jüngstes Mitglied in die Hamburgische Bürgerschaft gewählt. Im August 1933 von der Gestapo in Berlin verhaftet und zur Untersuchungshaft unter anderem in die KZ Hamburg-Fuhlsbüttel und Columbia-Haus verschleppt, verurteilte ihn der „Volksgerichtshof“ am 20. August 1934 zu einer dreijährigen Zuchthausstrafe sowie zu fünf Jahren Ehrverlust. Nachdem er die ihm auferlegt Strafe im Zuchthaus Bremen-Oslebshausen verbüßt hatte, sperrten ihn die Nationalsozialisten bis 1940 ins KZ Sachsenhausen.
Nach seiner Entlassung organisierte er 1941 zunächst in Hamburg mit Bernhard Bästlein und Robert Abshagen eine kommunistische Widerstandsgruppe (Bästlein-Jacob-Abshagen-Gruppe), 1943 eine weitere in Berlin (zusammen mit Bästlein und Anton Saefkow). Letztere galt zeitweise als Operative Leitung der KPD in Deutschland. April 1944 nahm Adolf Reichwein Kontakt zu Saefkow auf und knüpfte die Verbindung zwischen KPD und den Verschwörern des 20. Juli 1944. Es kam mit Wissen und in Absprache mit Claus Schenk Graf von Stauffenberg zu einem Treffen der Kommunisten mit Reichwein und Julius Leber sowie zu einem weiteren Treffen nur mit Reichwein. Die Gestapo erfuhr jedoch rasch davon, da sich ein Spitzel in den Reihen der Kommunisten befand. Die NS-Verfolger verhafteten alle Beteiligten, darunter Jacob. Die Verhaftung erfolgte am 4. Juli 1944. Am 18. September 1944 wurde Franz Jacob im Zuchthaus Brandenburg hingerichtet. Nach der Hinrichtung wurde sein Leichnam im Krematorium Brandenburg verbrannt.
Seit Dezember 1941 war er mit der Widerstandskämpferin Katharina Jacob verheiratet, die er bereits aus seiner Zeit beim KJVD kannte. Sein Tochter Ilse Jabob (1942–2024) war Lehrerin und hat 2020 die Erinnerungen ihrer Mutter als Biografie herausgegeben.
Jacobs Stieftochter Ursel Hochmuth forschte Jahrzehnte zum Widerstand gegen den Nationalsozialismus.

## Ehrungen

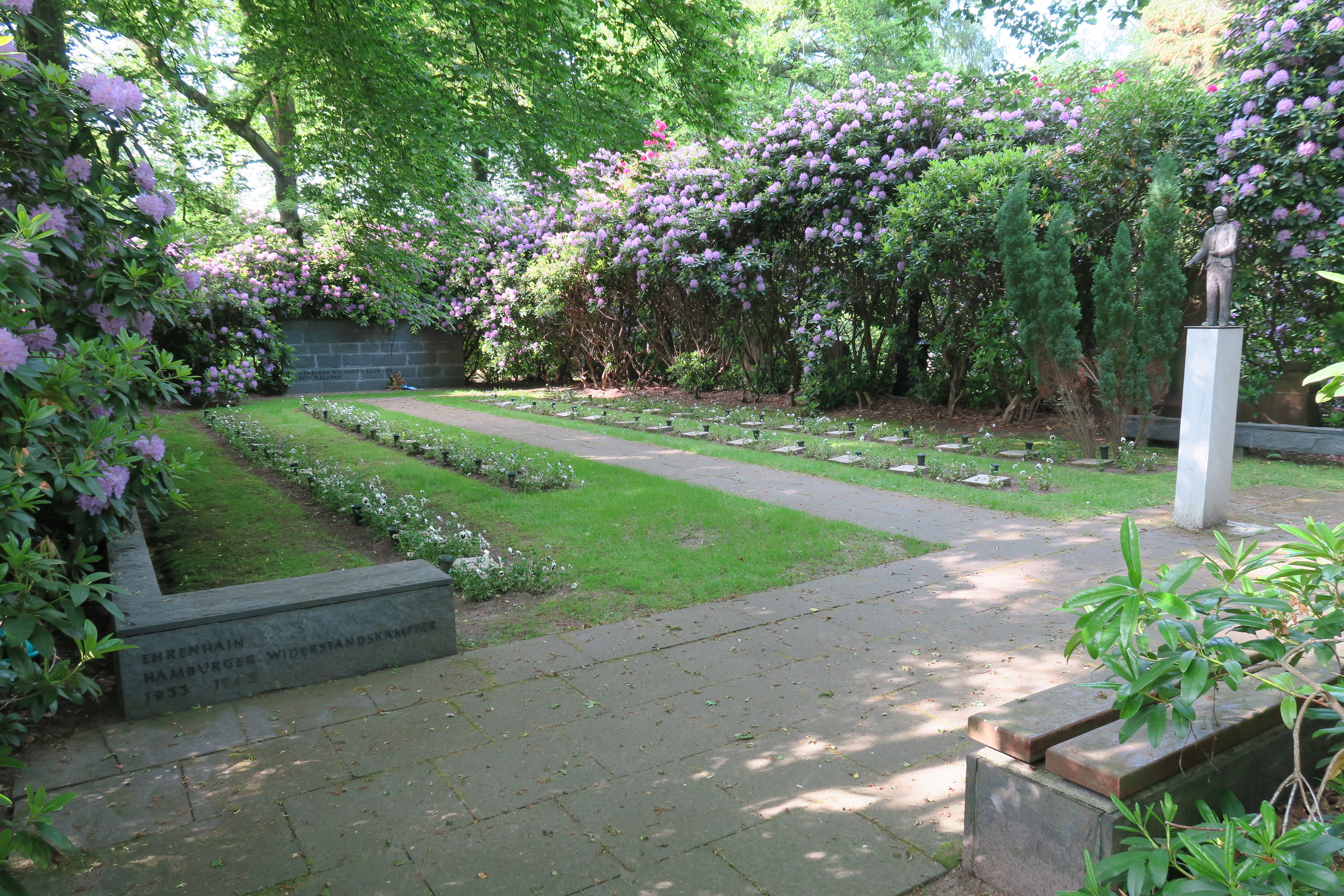
Ehrenhain auf dem Friedhof Ohlsdorf

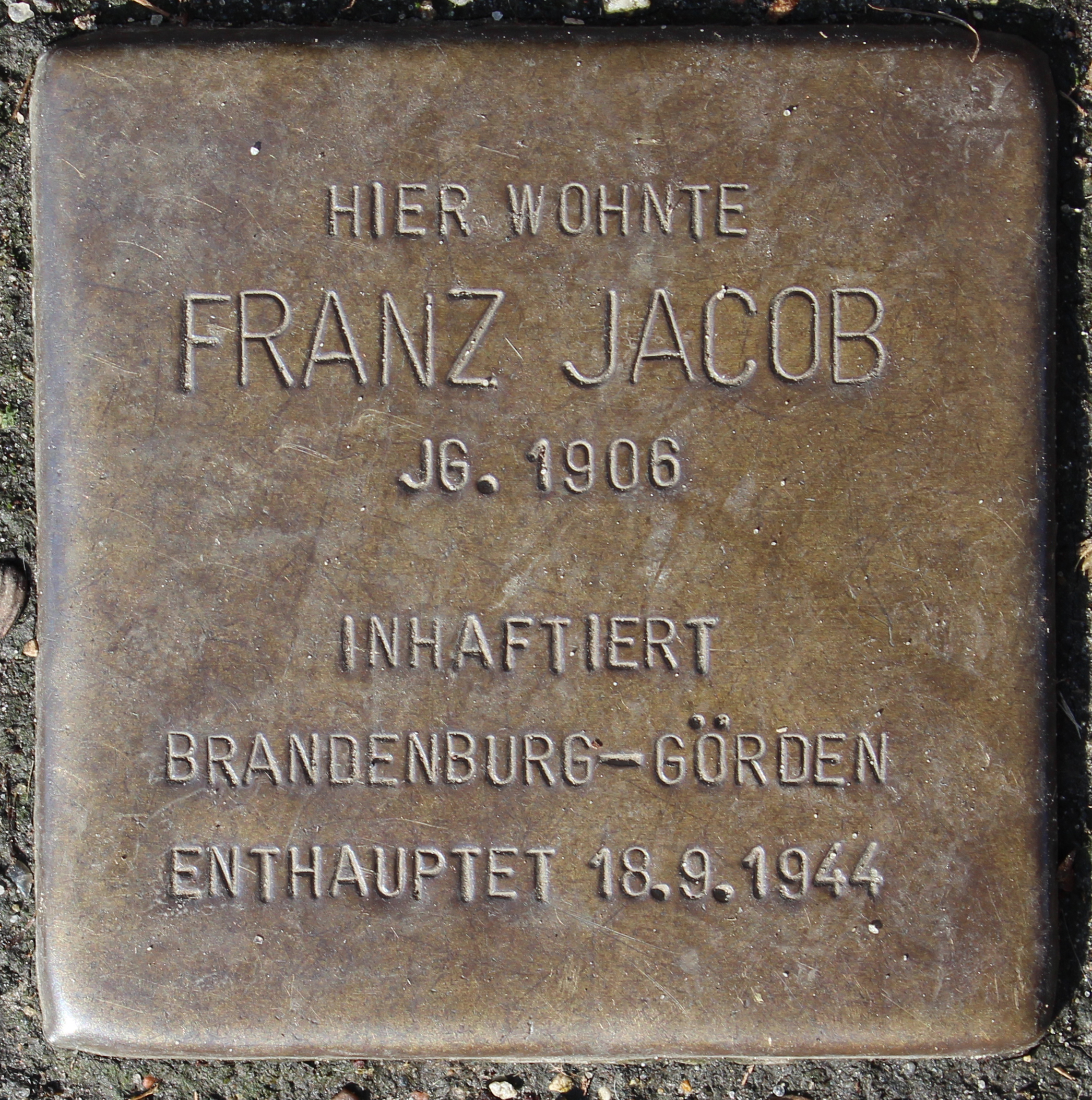
Stolperstein,
Jarresstraße 21, Hamburg

- Im Ehrenhain Hamburgischer Widerstandskämpfer auf dem Hamburger Friedhof Ohlsdorf befindet sich ein Kissenstein für Franz Jacob (dritte Reihe von links, zweiter Stein).[3]
- Ein Stolperstein in der Hamburger Jarresstraße 21[4]
- In Berlin-Fennpfuhl trägt eine Straße seinen Namen.
- In Hamburg wurden am 8. Juni 2012 vor dem Rathaus Stolpersteine für die ermordeten Mitglieder der Hamburgischen Bürgerschaft verlegt, darunter auch ein weiterer für Franz Jacob.[5]